# Jan Sluyters
Johannes Carolus Bernardus Sluijters, mais conhecido como Jan Sluyters  ('s-Hertogenbosch, 17 de dezembro de 1881 — Amesterdão, 8 de maio de 1957) foi um pintor holandês, adscrito ao expressionismo. Foi um pioneiro de vários movimentos pós-impressionistas nos Países Baixos.
Foi membro da Escola de Bergen, junto a Leo Gestel e Charley Toorop. Nas suas primeiras obras mostrou a influência de Van Gogh, Matisse, Toulouse-Lautrec e Breitner. Mais tarde orientou-se para o expressionismo e o cubismo, com um estilo pessoal de intenso colorido, focado na temática do despido.